# Hernâni Carvalho
Hernâni Manuel Marques de Carvalho (Lisboa, 16 de Julho de 1960) é um jornalista e apresentador de televisão português.
Trabalhou vários anos para a RTP, onde se destacou nas reportagens de guerra na Bósnia, Honduras, Timor, Sáara Ocidental, Gambia, Paquistão e Afeganistão. Terá ficado mais conhecido do público em geral com o seu acompanhamento jornalístico do processo de independência de Timor-Leste, em 1999.

## Carreira
Actualmente dedica-se sobretudo a análises e crónicas de temas do foro criminal e judicial, apresentando programas televisivos como Nas Ruas e Linha Aberta, este último no ar. Teve ainda rubricas sobre o assunto nos programas, SIC 10 Horas, Você na TV!, Companhia das Manhãs, Querida Júlia, Queridas Manhãs, O Programa da Cristina. Atualmente a rubrica está inserida no programa Casa Feliz.
Hernâni Carvalho é doutorado em Psicologia pela Universidade da Extremadura, em Espanha, na qual defendeu uma tese sobre a mente dos terroristas. É ainda pós-graduado em Neuropsicologia e tem estudos graduados na área das Ciências da Religião. É membro da Academia Americana de Psicologia e da Academia Americana de Ciências Forenses.
Foi candidato à presidência da Câmara Municipal de Odivelas nas eleições autárquicas de 2009, apoiado pela coligação de centro-direita PSD, CDS, PPM e MPT, não conquistando a Câmara aos socialistas por uma diferença de pouco mais de 1200 votos.

## Obras publicadas
- Timor - O Insuportável Ruído das Lágrimas, contrib. (2000), Campo das Letras
- Maddie 129 (2007), Prime Books
- Azul Suai (2008), Prime Books
- Justiça e Delinquência, contrib. (2009), Fronteira do Caos
- Morrer em Times Square (2011), Editora Guerra & Paz
- Terroristas: Como Aderem, Como Nos Olham e Como Agem Entre Nós (2016), Matéria Prima
- O Índice da Maldade (2017), Editora Guerra & Paz
- Matadores: Como Matam os Portugueses no Século XXI (2019), Contraponto Editores